# Канаїгхат (упазіла)
Канаїгха́т (бенг. কানাইঘাট, англ. Kanaighat) — одна з 11 упазіл зіли Сілхет регіону Сілхет Бангладеш, розташована на північному сході зіли.
Населення — 216 495 осіб (2008; 178 654 в 1991).

## Адміністративний поділ
До складу упазіли входять 9 вардів:
| Зіла                  | Площа, км² | Населення, осіб (2008) |
| --------------------- | ---------- | ---------------------- |
| Бара-Чатул            | -          | 18815                  |
| Дакшін-Баніграм       | -          | 24691                  |
| Джхінграбарі          | -          | 30207                  |
| Канаїгхат             | -          | 36896                  |
| * Канаїгхат-Паурашава | -          | 16659                  |
| Пасчім-Лакшміп-Расад  | -          | 19287                  |
| Пасчім-Дігхірпар      | -          | 16153                  |
| Пурба-Лакшмі-Прасад   | -          | 26043                  |
| Пурба-Дігхірпар       | -          | 16422                  |
| Раджагандж            | -          | 27981                  |